# Samichay
Samichay (quechua sureño samichay, “pedir o alcanzar la ventura o el éxito”, también “buscar la plenitud y la felicidad”; sami, “ventura, fortuna, éxito”) título traducido al español como En busca de la felicidad, es una película dramática de 2020 rodada en el Perú, escrita y dirigida por Mauricio Franco Tosso, hablada en quechua cuzqueño y estrenada en el Festival de Cine en Lima, sobre el viaje de un campesino quechua con su vaca llamada Samichay en los Andes del Perú. Fue premiada en festivales de cine en el Perú, España y Chile. Por la pandemia COVID-19, fue presentada en forma digital.

## Producción
El director Mauricio Franco Tosso, nacido en Lima en 1978 y con familia en Huancayo, ya había rodado documentales y cortometrajes donde holandeses, donde había visto a neerlandeses, alemanes y otros extranjeros hablando con la gente en quechua, mientras que él no lo sabía. Una vez regresando del rodaje de un documental, vio a un campesino hablando en quechua con su hijo que quería darle a un carnero un nombre, mientras que el padre no, porque el carnero fue ganado, no mascota. Por eso decidió hacer una película sobre los Andes en ese idioma.
La película Samichay es el primer largometraje del director Mauricio Franco Tosso. Fue rodada en las provincias de Quispicanchi (Palquella, distrito de Marcapata) y Canchis en el departamento del Cusco a altitudes de más de 4000 metros. Actuaron en el rol principal el actor profesional Amiel Cayo Coaquira de Puno, ya conocido de otra película hablada en quechua, Retablo, y por lo demás campesinos quechuas de la región representando a sí mismos en su propia variante lingüística, el quechua cuzqueño (Cuzco-Collao). Rodaron tres semanas en septiembre de 2018 en blanco y negro. La película fue hecha nueve años desde su primera idea. El nombre de la vaca Samichay fue tomado de un gato de tal nombre, de una amiga del director. Los trabajos de las empresas Quechua Films de España y Quinta Imagen del Perú fueron financiados por fondos españoles y peruanos.

## Trama
Celestino (Amiel Cayo), campesino quechua en los Andes, después de que su madre y su esposa mueran, sólo tiene a su hija y su suegra como compañía. Su hija quiere mudarse a su tía para buscar una vida mejor. Celestino queda solo con su vaca flaca Samichay que lo provee de leche. Espera que Samichay que tenga un retoño, pero la vaca es tan estéril como la tierra escasa de la región. Celestino se pone en camino para vender su vaca querida. Cree que Samichay trae buena suerte, pero por lo contrario la vaca está muy desnutrida y por eso adelgazada. Su „viaje de sanación“ lo lleva “desde la soledad y altura de los andes hasta el caos de la urbanización y los pueblos”.

## Estreno, festivales y premios
Ya en diciembre de 2019, la película Samichay fue presentada en Buenos Aires en el Festival Ventana Sur. En agosto der 2000, tuvo su estreno en el Perú en el Festival de Cine de la PUCP en Lima, donde logró la mención de honor a la Mejor Ópera Prima y la Mejor Película Peruana. En octubre de 2020 se estrenó oficialmente en los cines del Perú, pero por la pandemia COVID-19 en forma digital.
En junio de 2021, obtuvo el premio Biznaga de Plata a Mejor Director en la sección ZonaZine en el Festival de Málaga (Málaga, España). En el Festival Internacional de Cine de Viña del Mar (FICVIÑA) en Chile en septiembre de 2021 ganó dos premios: el Premio Universidad de Valparaíso a Mejor Director de largometraje de ficción y el Premio de la Crítica Especializada. Participó también en el Festival Internacional del Nuevo Cine Latinoamericano de La Habana en diciembre de 2021.